# Нуровский, Пётр
Пётр Ян Нуро́вский (пол. Piotr Jan Nurowski; 20 июня 1945, Сандомир, Польша — 10 апреля 2010, Смоленск, Россия) — председатель Олимпийского комитета Польши (пол. Polski Komitet Olimpijski).

## Биография
Пётр Нуровский родился 20 июня 1945 года. Учился на юридическом факультете Варшавского университета, окончил его в 1967 году. Работал спортивным радиокомментатором на польском радио.
В 1972 году стал вице-президентом Польской ассоциации лёгкой атлетики, спустя год был избран её президентом и был на этом посту до 1976 года.
Во времена социализма — член Польской объединённой рабочей партии.
Работал секретарём посольства Польши в Москве (1981—1984 гг), сотрудником отдела стран Азии, Африки и Австралии в Министерстве иностранных дел Польши (1984—1986 гг), советником посла в Рабате (Марокко, 1986—1991 гг).
В феврале 2005 года был избран президентом Польского олимпийского комитета.
Его брат Даниэль Мартин Нуровский — польский политик.
Пётр Нуровский погиб в авиакатастрофе в Смоленске 10 апреля 2010 года.

## Награды
- Командор ордена Возрождения Польши (2010 год, посмертно)[4]